# Bernardo II de Vilamarí

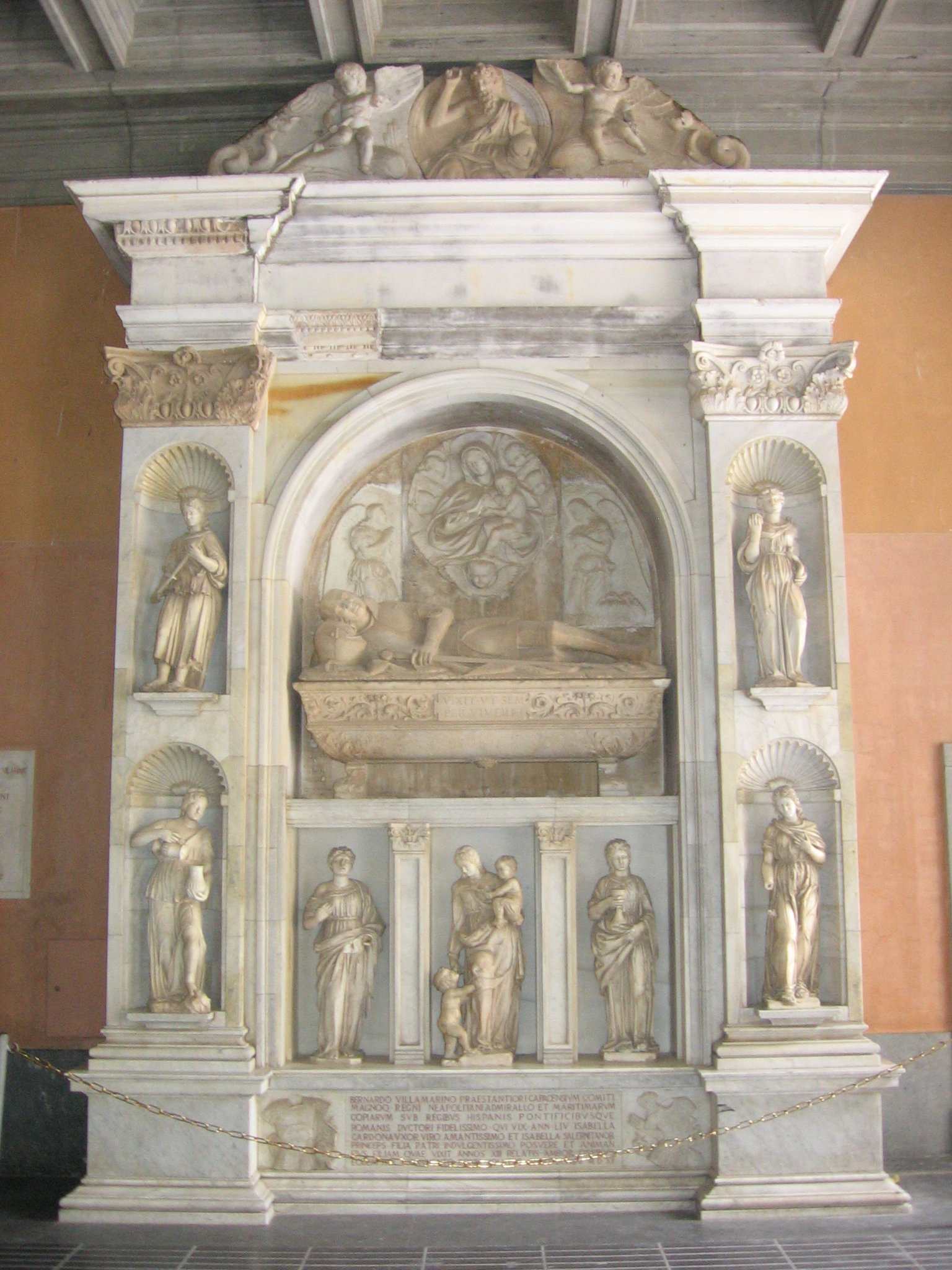
Sepulcro de Bernat II de Vilamarí, Monasterio de Montserrat.

Bernat II de Vilamarí (muerto en 1512) fue un marino y almirante aragonés que estuvo al servicio del rey de Aragón y del rey de Nápoles, participando en las campañas del Gran Capitán. Recibió el título de conde de Capacho.

## Al servicio de la Corona de Aragón
Era hijo del almirante Bernat I de Vilamarí (1463). En 1467 defendió Chipre de los ataques turcos y en Damietta luchó contra el sultán de Egipto. En la guerra entre el rey Juan II y la Generalidad de Cataluña (1462–1472) formó parte de los ejércitos del rey. Fue él quien al frente de una escuadra de dieciséis naos y veinte galeras, bloqueó en 1471 el puerto de Barcelona, obligando así a capitular a la ciudad, lo que contribuyó decisivamente a la victoria final del monarca en dicha contienda.
Posteriormente, Vilamarí se destacó en combates contra el Imperio otomano y Egipto. En octubre de 1479 escoltó con siete galeras al asesor del virrey de Mallorca.

## Al servicio de Nápoles
En 1480 entró al servicio de Fernando I de Nápoles y al año siguiente se integró, como capitán general de galeras del reino, en la fuerza coaligada que reconquistó Otranto a los otomanos. En 1482 se encontró en la guerra de Granada con dos galeras, contribución que realizó el rey Fernando I de Nápoles a esta empresa, y el año siguiente participó en la guerra de Ferrara contra la flota de la República de Venecia.
En 1494 participó en la guerra que la Corona de Aragón mantenía con la República de Génova. Entre 1494 1495 se halla en Nápoles realizando diversos servicios para el rey Alfonso, en pugna con Carlos VIII de Francia.
Entre 1496 y 1497, asistió a los Reyes Católicos en la defensa del Rosellón contra las acciones de Carlos VIII de Francia, actuando entre Cataluña y Nápoles. En 1498 y 1499 prosigióe al servicio de Federico I de Nápoles.

## Al servicio de los Reyes Católicos
En junio de 1500 aporta sus tres galeras para la Armada que ha de llevar las tropas del Gran Capitán hasta Sicilia, y acto seguido participa en la campaña de Cefalonia. El 25 de julio de 1502 fue nombrado capitán general de la Armada de Levante, aportando sus tres galeras a dicha armada, recibiendo 1000 ducados por el sueldo de capitán general, y otros 1000 ducados por las tres galeras. Se le encomendó asegurar las líneas marítimas de suministros y refuerzos con destino a las tropas de Gonzalo Fernández de Córdoba durante la guerra por Nápoles. En esta guerra destacó durante el asedio de la Gaeta al cerrar el puerto a la escuadra francesa, sosteniendo durante toda la guerra el mayor peso de la campaña en mar.
En 1505, ya con el título de conde de Capacho, o Capaccio, participa en la jornada de Mazalquivir. En 1506 gobierna la galera real en la que se embarca en Barcelona el 4 de septiembre Fernando II de Aragón y Germana de Foix, y durante un año escoltará a Fernando el Católico en su viaje por Italia.
Murió en 1512, siendo sustituido en el cargo por su sobrino Lluís Galcerán. Fue sepultado en la Basílica de Montserrat, y a tal efecto fue labrado un mausoleo en mármol en el que destaca su decoración escultórica.

## Matrimonio y descendencia
El matrimonio de Bernat II de Vilamarí e Isabel, hermana de Juan de Cardona, junto con el de este y Joana de Vilamarí, propició la unión de estas dos poderosas familias. Su hija, Isabel de Vilamarí y Cardona-Bellpuig, casó con Fernando Sanseverino de Aragón, príncipe de Salerno.